# Baron Kershaw
Baron Kershaw, of Prestwich in the County Palatine of Lancaster, ist ein erblicher britischer Adelstitel in der Peerage of the United Kingdom.
Der Titel wurde am 20. Januar 1947 dem Labour-Politiker Fred Kershaw verliehen.
Aktueller Titelinhaber ist seit 1962 dessen Enkel als 4. Baron.

## Liste der Barone Kershaw (1947)
- Fred Kershaw, 1. Baron Kershaw (1881–1961)
- Herbert Kershaw, 2. Baron Kershaw (1904–1961)
- Edward Kershaw, 3. Baron Kershaw (1906–1962)
- Edward Kershaw, 4. Baron Kershaw (* 1936)

Titelerbe (Heir Apparent) ist der Sohn des aktuellen Titelinhabers, Hon. John Kershaw (* 1971).